# Blam!
Blam! è il terzo album in studio dei Brothers Johnson, pubblicato nel 1978.

## Descrizione
Prodotto da Quincy Jones, il terzo lavoro di George e Louis Johnson contamina sfumature jazz con la musica disco. Insieme ai Kool & the Gang, il duo è ricordato per essere tra i principali fautori del neo movimento "hardcore-funk". Blam! è ritenuto, dalla critica, come una pietra miliare di tale genere.
Nel 2022 Harry Styles ha campionato Ain't We Funkin' Now come base per la canzone Daydreaming.

## Tracce
1. "Ain't We Funkin' Now" (5:36)
2. "So Won't You Stay" (3:20)
3. "Blam!" (4:55)
4. "Rocket Countdown / Blastoff" (0:51)
5. "Ride-O-Rocket" (4:43)
6. "Mista' Cool" (3:27)
7. "It's You Girl" (3:32)
8. "Streetwave" (5:09)

## Formazione
- George Johnson – chitarra
- Louis Johnson – basso elettrico, chitarra, sintetizzatore
- Alex Weir – chitarra, coro
- David Foster – sintetizzatore
- Larry Carlton  – chitarra
- Steve Khan – chitarra
- Harvey Mason – batteria
- Steve Schaeffer – batteria
- Wayne Vaughn – pianoforte
- Richard Tee – pianoforte
- Eddie "Bongo" Brown – percussioni
- Steve Porcaro – sintetizzatore
- Larry Williams  – clarinetto, sax, sintetizzatore
- Kim Hutchcroft – sax, flauto
- Jerry Hey – tromba, corno, flicorno
- William Reichenbach – trombone
- Michael Brecker – sax
- Steve Foreman – percussioni

## Successo commerciale
Fra gli album di maggiore successo del duo musicale, Blam! è entrato a far parte della classifica Billboard 200 per più di 10 settimane. Ha raggiunto, come massimo traguardo, la 7° postazione.
Avendo venduto più di 1.000.000 di copie negli USA, è certificato disco platino.